# Huecha

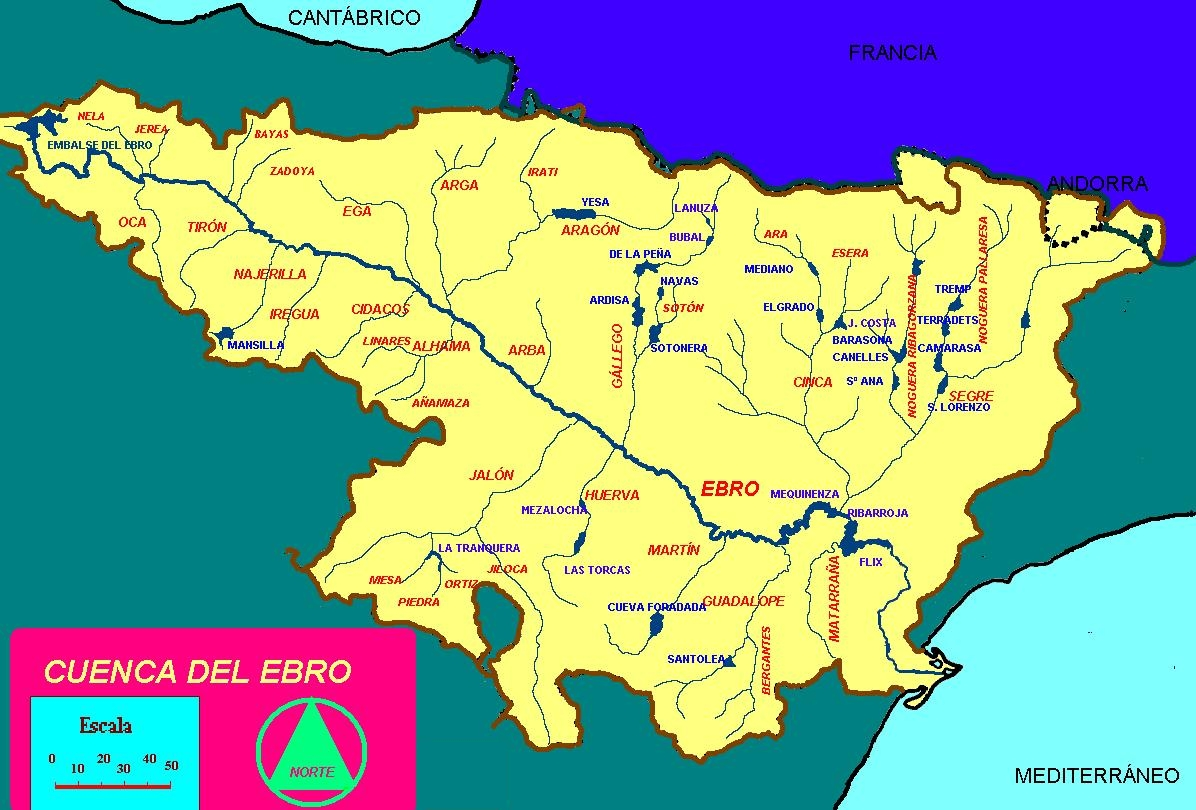
Einzugsgebiet des Ebro

Der Rio Huecha ist ein ca. 48 km langer Nebenfluss des Ebro. Er hat seinen Ursprung im Zusammenfluss mehrerer Quellbäche in der Sierra de Moncayo südwestlich des Ortes Añon de Moncayo; anschließend fließt er konstant in östliche und nordöstliche Richtungen und mündet schließlich bei Novillas als südwestlicher Nebenfluss in den Ebro.

## Nebenflüsse und Stauseen
Außer einigen Bächen (barrancos) hat der Río Huecha keine Nebenflüsse. Er wird nicht gestaut.

## Orte am Fluss
Der Río Huecha durchfließt folgende Gemeinden:
Provinz SaragossaAñon de Moncayo, Vera de Moncayo, Bulbuente, Borja, Ainzón, Magallón, Agón, Fréscano, Mallén, Novillas
Region NavarraCortes

## Nutzung
Am Mittel- und Unterlauf des Flusses wird sein Wasser vorrangig für Bewässerungszwecke genutzt. 